# 100万回 言えばよかった
『100万回 言えばよかった』（ひゃくまんかい いえばよかった）は、2023年1月13日から3月17日まで、TBSテレビ系「金曜ドラマ」枠で放送されたテレビドラマ。主演は井上真央。
数奇な運命に翻弄されながらも奇跡を起こそうとする3人の姿を描く、安達奈緒子の脚本による完全オリジナルのファンタジーラブストーリー。

## あらすじ
美容師の相馬悠依は中学生の時に同じ里親のもとで共に暮らした同い年の鳥野直木と偶然再会する。二人は次第にお互いを運命の相手だと確信するようになるが、悠依の誕生日に直木は突如失踪する。悠依は直木の捜索願を出した警察署で刑事の魚住譲と出会う。女性が殺害された事件の捜査中に譲は街中で直木を見かけるが、街を行く人々が直木の体をすり抜けていくのを見て驚く。誰にも認識されず途方に暮れていた直木は、ただ一人自分のことが見える譲に助けを求め、譲は困惑しつつ直木の話を悠依に伝えるが信じてもらえない。シェフだった直木は譲の体に一時的に憑依して思い出の料理を作り、それを食べた悠依は直木がその場にいると確信する。
直木の身に何が起こったのかわからず憔悴する悠依は、夫を亡くした脳神経内科医の宋夏英と知り合い親しくなる。夏英の夫ウジンは譲によく似ていたという。失踪した直木に対する直木の親の冷淡な態度にショックを受けた悠依は、見えない直木に対して真っ直ぐに愛を伝える。そんな悠依の姿を見続けていた譲は少しずつ悠依に惹かれるようになる。
直木は里親の広田勝から池澤英介を紹介され洋食店のシェフになり、英介と共にこども食堂を開いていたが、そこに通っていた子供が家出をし行方不明になる。直木にはその子の行き先に心当たりがあり、森の中の古い山小屋で無事に見つかるが、その近くで直木の遺体も発見される。なぜ自分は幽霊としてこの世にいるのか、直木は譲の実家の寺を訪ねて譲の姉で霊能者の叶恵に相談し「思い残し」が原因ではないかと言われる。死んだ自分が悠依の人生を縛りつけないようにと、ひたすらに悠依の幸せを願う直木の姿に心打たれた譲は二人のために奔走するが、激しい頭痛が起き夏英が勤める病院に運ばれる。
直木と譲は幽霊の原田弥生に出会い、脳出血による交通事故でウジンを死なせてしまったことを夏英に謝罪したいという原田の言葉を伝えるが、夏英はそれを受け入れることができず「思い残しがあるのは幽霊だけじゃない」「ウジンに会いたい」と診察室で譲に本音を漏らす。譲を心配する叶恵は頭痛の原因を突き止め、相性が良すぎる幽霊の直木がそばにいる影響で譲は命を削られ憑依は更に危険だと知らせ、悠依と直木は譲から離れる決断をする。
直木は体がない幽霊の無力さを実感して深く落ち込むが、寺の古い文献を基に叶恵が幽霊の影響を弱めるお守りを作り、譲と直木と悠依は再び三人で共に過ごせるようになる。原田の最後の願いを聞いた三人は、夏英を招いて悠依がお酒を飲ませ譲がウジンのふりをし、夏英は亡き夫に対して言いたかった想いを言うことができた。その姿を見た原田は皆に感謝し成仏する。数日後、夫の形見のマフラーを道で落とした夏英に、実体化した原田が声をかけてマフラーを手渡し、歩き出す夏英の後ろ姿に微笑んで消えていった。
譲は直木と共に事件の捜査を続け、直木を殺害したのは英介だと判明する。過去の罪を知られ錯乱し襲い掛かる英介から悠依を守るため、幽霊としての力を使い果たした消滅寸前の直木を、譲は自らの体に憑依させ最後に悠依と話ができるようにしたが、直木は本当に言いたかった想いを言えぬまま消える。ある朝、悠依の前に実体化した直木が現れ、最後の1日を与えられ大切な人たちとの時間を過ごす。夜が明ける頃に直木は、中学生の時に二人で来た思い出の場所で悠依に「ありがとう」「さよなら」そして何度も「愛してる」と言って消えた。直木のその言葉を胸に悠依は歩き出す。

## キャスト

### 主要人物
相馬悠依（そうま ゆい）〈34〉
演 - 井上真央（中学時代：新井美羽）
美容院「miele」の店長。1989年1月13日生まれ。かつて、家庭の事情から里親に預けられた過去を持つ。
運命の相手と意識した直木を突然失い、彼の死を受け入れられず、直木が傍にいるという譲の言葉も信じなかったが、譲に憑依した直木に振舞われたプリンが思い出のしょっぱい味だったことから、譲の言葉を信じ、直木の存在を感じるようになる。
鳥野直木（とりの なおき）
演 - 佐藤健（小学・中学時代：坂元愛登）
洋食店「ハチドリ」のシェフ。悠依とは中学時代に里親の広田家で出会っている。
大人になり再会した悠依を運命の人と意識し、プロポーズを決意した矢先、不可解な事件に巻き込まれ行方不明になるが、想いを伝えられなかった「思い残し」から幽霊となって戻ってくる。
死後、現世のものに触れられなくなるが、譲に憑依することで触れることが可能となる。
その後、口笛が悠依に聞こえることが判明し、悠依の質問に、口笛1回で「はい」、2回で「いいえ」と、意思の疎通を図れるようになる。
魚住譲（うおずみ ゆずる）
演 - 松山ケンイチ
刑事。実家は千年続く寺で代々霊媒の家系だが、これまで霊とは無縁の生活を送る。
しかし、直木の死に関わる事件を捜査するうち、突如霊媒の才能が覚醒し、直木の霊が見えるようになったことから、悠依と直木の2人の運命に関り、亡くなってからも一途に直木のことを想う悠依に、心を惹かれるようになる。
直木に憑依されることで彼を助けることができるが、3回憑依されると命を落とす危険があると姉の叶恵から忠告される。しかしその後、霊が生前嫌いだったものを身に着ければ霊能者の身体が弱まることを防げると書かれた文献を見つけ出したことから、猫アレルギーの直木が苦手な猫の毛入りのお守りを持ち歩くことで、再び直木と行動を共にできるようになる。

### 周辺人物
宋夏英（ソン ハヨン）
演 - シム・ウンギョン
横浜医科大学病院勤務の脳神経内科医。
直木のことで心労から呼吸を乱す悠依を、過換気症候群と診断する。
悠依と一緒にいた譲を目撃し、亡くなった夫・祐鎮と瓜二つだったため動揺する。
祐鎮の交通事故死の原因を作った加害者の幽霊・原田から謝罪を受けるが、許せないと告げる。
樋口昌通（ひぐち まさみち）
演 - 板倉俊之（インパルス）
直木のことが見える男。実は直木と同じく、成仏できず現世に留まっている幽霊。
生前勤務していたコールセンター「みさきコミュニケーションズ」を拠点にしている。
訓練すれば現世のものを動かすことができるようになると直木に教える。
広田勝（ひろた まさる）
演 - 春風亭昇太
悠依と直木の里親。三浦市の農家で、長年子供たちを見守ってきた。物語開始の2か月前（令和4年11月）に病気で他界している。
里親として預かっていた尾崎莉桜の私物に500万円の現金が残されていたことから、生前、行方を捜し返却するよう直木に依頼していた。
広田美貴子（ひろた みきこ）
演 - 桜一花
勝の妻。悠依と直木の里親。物語開始の6年前に他界している。
池澤英介（いけざわ えいすけ）
演 - 荒川良々
「ハチドリ」のオーナー。学習塾「ほうかご」も経営しており、月に1度、子ども食堂を主催している。
直木と同じくかつて勝に救われており、勝を介して知己を得た直木を「ハチドリ」の調理師として雇う。
かつて、少女たちの送迎や客から金を徴収するなど武藤千代の「仕事」を手伝っており、田中希也が19歳の時に犯罪を犯した際には身元引受人となっていた。
直木が尾崎莉桜に会うことを知ると勝の自宅で過去の過ちを直木に告白し、仕事を再開した武藤に拘束されている少女たちを救うことを直木から促されるが、過去を知られたら世間は許してくれないと剪定ばさみで直木を刺し殺害していた。
その後、悠依を勝の自宅に連れだし、直木を殺害したあらましを打ち明けると次は彼女を殺害しようとするが、助けに駆け付けた直木が誘導した雷に打たれ悶絶し、譲が出動を要請していた警察に逮捕される。
橋本健人
演 - 曽田陵介
「ハチドリ」の店員。
美容師
演 - 椎名寛太、北澤瑳菜 、松野希、ありもとひとみ、楠陸
「miele」の店員。
魚住叶恵（うおずみ かなえ）
演 - 平岩紙
譲の姉。霊を見る力がある。2児の母。
文献を読み解き、幽霊に憑依され命を落とす霊媒もいると知り、直木の憑依で体調を崩す譲に彼に関わらぬよう忠告し、直木にも譲に会わないようお願いする。
魚住真名、魚住祥太
演 - 尾杉麻友、木下瑛太
叶恵の娘と息子。幼いが、ふたりとも幽霊が見えている。

### 神奈川県警 先浜警察署
田島宏一（たじま こういち）
演 - 少路勇介
刑事課の警部補。直木の関わる「西山町女性絞殺事件」を譲と捜査する。
譲から直木の幽霊が見える話を打ち明けられ、半信半疑ながらも話を受け入れる。
村中望海（むらなか のぞみ）
演 - 穂志もえか
生活安全課の巡査。譲に一方的に告白し、「思っていた人と違う」と1か月で振っている。
中村大知
演 - 長友郁真
捜査員。
捜査一課長
演 - 中脇樹人
直木と揉めて、はたからは一人で奇妙な動きをする譲の様子を見て、捜査を休むかと問いかける。
森村
演 - 長島竜也
捜査員

### その他
高原涼香（たかはら すずか）〈36〉
演 - 近藤千尋（高校時代：中島瑠菜）
譲が追う「西山町女性絞殺事件」の被害女性。買い物依存症の治療で2年前から精神科に通院していた。
尾崎莉桜の中学・高校時代の友人で、莉桜の行方を追う直木が接触を図ろうとしていた。
自己破産してブラックリストに載っていたためカードは使えないが、殺害される1か月前に出所不明の現金300万円で買い物をしていた。
広田家に残されていた莉桜の写真から、莉桜の友人として、中学時代の悠依と横浜の遊園地で会っていたことが判明する。
出所不明の金は、武藤千代が「仕事」を再開したことで彼女を揺すって手に入れていたが、そのことで希也に殺害された。
生前、コールセンターにクレームの電話を掛けると毎回丁寧に対応をしてくれた樋口昌通が、死後にまだ成仏できていないと知って樋口を探しに来る。
尾崎莉桜（おざき りお） / 石岡美也子（いしおか みやこ）
演 - 香里奈（高校時代：安斉星来）
悠依や直木の知人。小学校時代から何度も問題を起こし、児童養護施設や自立支援施設では対応できず、高校2年生の時に広田家に預けられ悠依や直木と数か月間、生活を共にしていた。悠依と直木が中学を卒業する前に失踪し、勝の依頼を受けた直木から行方を捜されていた。
現在は石岡清治郎の内縁の妻として、石岡美也子を名乗っている。譲により、2度の傷害罪の前科があることが確認されている。
高校生の時から悠依に「こちら側に来るな」と威嚇して「仕事」から彼女を遠ざけており、涼香が殺害された際も、事件に巻き込まれないように同様に威嚇していた。
田中希也（たなか きなり）〈37〉
演 - 永島敬三
直木が涼香の自宅マンションを訪問した際、荷物の配達ですれ違った配達員。その後の捜査で、偽の配達員であったことが判明する。
直木の遺体が発見されたことを報じるニュースを莉桜と共に視聴し、武藤千代の製菓教室に出入りしている。
マンションの防犯カメラ映像の分析から、高原涼香に渡していた紙袋に残された指紋によって身元が判明し、15年前に傷害罪で実刑を受けていた前科が浮上、涼香の遺体の爪に残された皮膚片のDNAと一致する。莉桜から涼香の殺害を確認されると、それを認める。
武藤千代から莉桜を殺害し警察に自首しろと命令されていたが、莉桜が同乗するワンボックスカーで練炭自殺を図った遺体で発見される。後に希也による自殺ではなく、池澤英介により練炭自殺に偽装して殺害されていたことが判明する。
武藤千代（むとう ちよ）
演 - 神野三鈴
製菓と刺繡教室を自宅で主催する女性。警察からは地元の名士として認識されている。希也の関係者。莉桜から「ちーちゃん」と呼ばれ、警察から追われる莉桜をワンボックスカーで連れていく。
保護された山﨑莉果の証言から、製菓教室の少女たちに「仕事」をさせていたのではないかと譲に追及されるが、商売相手や、儲けた金はどこにあるのだろうかとうそぶく。
池澤英介が逮捕され莉果の証言が裏付けられ、未成年者略取と売春防止法違反の罪で譲に逮捕される。
原田弥生
演 - 菊地凛子
女性の幽霊。直木のマンションに突然姿を現す。仕事でソウルに渡航時、車の運転中に脳出血を発症し、夏英の夫・祐鎮の運転する車と交通事故を起こし、彼を事故死させている。現地の霊媒を通じて祐鎮の遺族には謝罪できたが、夏英に謝れなかったことが「思い残し」で成仏できず、彼女を追いかけ日本まで帰国している。
悲しみに沈む夏英の気持ちが少しでも楽になるようにと、夏英を酔わせて、譲に祐鎮のふりをさせ、夫に言いたかったことを言うことができた夏英を見て、この世での「思い残し」が無くなり成仏する。

### ゲスト

#### 第1話
女子高生
演 - 木下紗菜
「miele」のカット客。失恋直後でどうしても髪をカットしたく、予約なしで来店するが、悠依にカットしてもらう。
こども食堂に来店した子どもたち
演 - 有坂文那（第9話）、井桁文汰（第9話）、宇多那由他（第9話）、小薬渚月（第9話）、佐伯莉理（第9話）、澤田結（第9話）、茄子川葵（第9話）、 野﨑莉央（第9話）、松本梓乃（第9話）

「ハチドリ」の客
演 - 西村誠治
ロールキャベツAセットを注文する。

#### 第2話
篠原
声 - 松下哲
神奈川県警山北警察署 刑事課の刑事。直木と思わしき人物の遺体が発見されたと悠依に電話連絡するが、遺留品から別人であったことが判明する。
女性警察官
演 - 石神まゆみ
神奈川県警山北警察署の職員。身元不明の遺体の遺留品の確認をする悠依に立ち会う。
客
演 - 寺田ムロラン、水野淳之
「ハチドリ」を訪れた客。「誠に勝手ながらしばらく休業させて頂きます」との貼り紙を見て嘆く。

#### 第3話
鳥野幸彦
演 - 相島一之（第4話・第5話・最終話）
直木の父親。「カルミネフーズ」の社員。直木の弟・拓海の病で家庭内が混乱していた際、直木から拓海を見殺しにして楽になりたがっていると言われたことで直木を殴るようになる。「直木と離れられて私はホッとした」と、行方不明の直木と殺人事件との関わりについて捜査に訪れた譲たちに本音を吐露する。
直木が亡くなったことで、混乱した家庭で育ちながらも料理人として店を任されるまで成長した彼の人としての強さを改めて実感し、親の自分たちが弱すぎたと家庭が混乱していた当時を悔いる。
鳥野佳織
演 - 長野里美（第5話・最終話）
直木の母親。直木の弟・拓海の病が再発した場合、直木からの骨髄移植が必要なため、直木の所在を知らないかと悠依に接触してくる。
拓海に偏った愛情を注ぎ、直木を拓海のための骨髄ドナーとしてしか見ていないようだったが、直木が亡くなったことで彼に対する接し方を悔いる。
石岡清治郎
演 - 長谷川初範（第5話 - 第7話）
「石岡エステート」の創業者。莉桜の内縁の夫。ホステスとして働いていた莉桜を見染め、内縁の妻として彼女を迎え入れる。
莉桜を迎えた際、彼女から財産は不要なので自由にさせて欲しいと言われ、財産放棄の念書を取り交わしている。
莉桜は2週間前から消息を絶ち、行方が分からないと捜査に訪れた刑事に告げる。
鳥野拓海（とりの たくみ）
演 - 森田湊斗（幼少期）（成人時：青木柚、最終話）
直木の8つ年の離れた弟。3歳の頃、血液を作る細胞に異常ができる病を患い、骨髄移植のみでしか症状を寛解できず、骨髄の型が適合する直木から過去3度、骨髄移植を受けている。
「東央メディカル」に就職後は両親と疎遠になり、直木が亡くなったことを知らされておらず、成仏を前に一時的に実体化した直木と再会すると、直木のおかげで今の年齢まで生きることができたと感謝する。

#### 第4話
木内大翔
演 - 石毛宏樹（第1話・第2話・第8話・第9話）
こども食堂に来店した兄弟の兄。兄弟ケンカをして弟・海翔に「お前がいなければいいのに」と言ってしまい、弟が行方不明となり動揺する。
弟の海翔と共に閉店予定のハチドリを訪れ、亡くなった直木に花束と「高校に行けるようになりました」と書かれた手紙を手向ける。
木内海翔
演 - 三浦綺羅（第1話・第2話・第8話・第9話）
こども食堂に来店した兄弟の弟。兄・大翔が自分のために高校に行かないと言ったことでケンカになり、以前直木たちも訪れたキャンプ場の施設に家出する。キャンプ場に向かう途中、森の中でビニールシートにくるまれた不審な物体が放置されているのを見つけ気味悪がり、悠依（直木）の助言で居場所を突き止めた英介にそのことを相談し、遺棄された直木の遺体が発見される。
兄の大翔と共に閉店予定のハチドリを訪れ、亡くなった直木に「今までありがとう」と書かれた手紙を手向ける。
女性刑事
演 - かまくらあや
発見された遺体が直木で間違いないか、署内の霊安室で悠依に遺体の身元確認を促す。
弁当屋
演 - 眞田惠津子
悠依と夏英が行きつけの「手づくり弁当 寿軒」の店員。

#### 第5話
阪田靖　　　
演 - 阪田マサノブ
直木の遺産整理を担当する「阪田法律事務所」の弁護士。直木が悠依との結婚を考え、住んでいたマンションの購入にローンを組んでいたと悠依に教え、マンションを売却してローンを整理することを勧める。
葬儀会社のスタッフ
演 - 森本のぶ
直木の葬儀を執り行った葬儀会社「秀和セレモニー」のスタッフ。
遊園地のスタッフ
演 - 葉月
「よこはまコスモワールド」のスタッフ。カップル参加型のクイズイベントの参加者が少ないことから、空気清浄機の景品があるとアピールし、悠依と譲をイベントに誘う。
司会者
演 - 守谷日和
クイズイベントの司会者。カップルに質問して同じ答えを出せば正解の「以心伝心クイズ」を取り仕切る。
観覧車のスタッフ
演 - 関口蒼
「よこはまコスモワールド」の観覧車のスタッフ。悠依（と直木）だけをゴンドラに乗せ、高所が苦手だという譲にドアを閉めるよう促される。
アナウンサー
演 - 滝本沙奈
『TTV NEWS』のアナウンサー。神奈川の山間部で直木の遺体が発見されたニュースを伝える。
山﨑莉果
演 - 佐藤ひなた（第6話 - 第8話）
武藤の製菓教室の生徒のひとり。中学生。武藤の元から逃げ出し、莉桜から教えられた悠依に助けを求めに「miele」に現れ、祖母の家まで送り届けられる。
製菓教室の生徒
演 - 相羽星良（第6話・第8話）、高橋真彩（第6話 - 第8話）、海老名瑠花（第6話 - 第8話）
武藤の製菓教室の生徒。武藤から札束を渡された上、「ここでのことは言わないように」と釘を刺され解放される。

#### 第6話
引越し業者　
演 - 伊藤浩志
悠依が直木の部屋に引っ越した際の引越し業者。
学習塾の生徒
演 - 塩野夢人、鈴木結和
英介の学習塾の生徒。九九の覚え方で「8×8」を「はっぱろくじゅうし」、「はっぱろくじゅうよん」どちらが正しいかで揉めるが、英介から「覚えていればどちらでもいい」と言われる。
管理人　
演 - 池田諭
高原涼香の自宅マンション「日の出コミュニティ」の管理人。希也が涼香宅に持参した紙袋と同じ紙袋を持っていたことを譲に指摘され、宅配便を何度か預かったお礼に、涼香からその紙袋に入れられたリンゴを渡されたと証言する。

#### 第7話
医師
演 - 木川淳一
横浜医科大学病院の夏英の同僚医師。頭痛や視野狭窄の症状を訴える譲を、偽性脳腫瘍だが、原因不明と診断する。
警察職員
演 - 楠本千奈
先浜警察署の警察職員。中村と田島が悠依と話をする部屋に同席する。
記者
演 - 高田郁恵
英介の経営する学習塾「ほうかご」を取材し、子供の拠り所となるよう24時間開放していることに感心する。
住職
演 - 山﨑崇史
叶恵の夫。叶恵と一緒に護摩行で祈祷を挙げる。
暴漢
演 -
山﨑莉果を祖母の家まで送り届けた悠依を襲った暴漢。闇サイトで雇われ犯行に及んでいる。
製菓教室の生徒
演 - 早瀬水晶
武藤の製菓教室の生徒。

#### 第8話
制服警官
演 - 伊森大祐
練炭自殺で意識不明となった莉桜が入院する横浜医科大学病の病室を警護する警官。不審人物が現れたと夏英に告げる。
制服警官
演 - 小島明之
グレーのジャンパーを着た身長180センチ前後の大柄な不審人物が莉桜の病室付近に現れたと本部に無線連絡する。
職員
演 - 橋本恵一郎
横浜南少年鑑別所の職員。譲に平成15年から18年の入所者の記録を見せる。

## スタッフ
- 脚本 - 安達奈緒子
- 音楽 - 河野伸[57]
- 主題歌 - マカロニえんぴつ「リンジュー・ラヴ」（TOY'S FACTORY）[58]
- 警察監修 - 志保澤利一郎（チーム五社）[59]
- 里親監修 - 岩朝しのぶ（日本こども支援協会）[59]
- 医療監修 - 冨田泰彦、藤田浩[59]
- 演出 - 金子文紀、山室大輔、古林淳太郎[6]、渡部篤史
- プロデューサー - 磯山晶、杉田彩佳[6]
- 編成 - 中西真央、吉藤芽衣[6]
- 製作 - TBSスパークル、TBS

## 放送日程
| 話数                                                      | 放送日  | サブタイトル               | 演出       | 視聴率 |
| --------------------------------------------------------- | ------- | -------------------------- | ---------- | ------ |
| 第1話                                                     | 1月13日 | 出会いと別れのハンバーグ   | 金子文紀   | 07.4%  |
| 第2話                                                     | 1月20日 | ゆれる思い                 | 金子文紀   | 07.6%  |
| 第3話                                                     | 1月27日 | 家族という罠               | 山室大輔   | 07.1%  |
| 第4話                                                     | 2月03日 | カラダの痛み               | 古林淳太郎 | 07.1%  |
| 第5話                                                     | 2月10日 | バレンタインデートは幽霊と | 金子文紀   | 07.4%  |
| 第6話                                                     | 2月17日 | 恋わずらいの生存率         | 山室大輔   | 07.0%  |
| 第7話                                                     | 2月24日 | あなたとわたしの境界線     | 渡部篤史   | 07.6%  |
| 第8話                                                     | 3月03日 | さようならの予感           | 山室大輔   | 06.2%  |
| 第9話                                                     | 3月10日 | キレイな魂                 | 古林淳太郎 | 12.4%  |
| 最終話                                                    | 3月17日 | 今が奇跡のとき             | 金子文紀   | 07.3%  |
| 平均視聴率 7.7%（視聴率は関東地区・ビデオリサーチ社調べ） |         |                            |            |        |

- 初回は22時 - 23時9分の15分拡大放送[62]。
- 第9話は『2023 ワールド・ベースボール・クラシック 東京ラウンド 第2戦  日本 vs  韓国』中継（18時 - 23時20分）に伴い1時間20分繰り下げられ、23時20分 - 翌0時14分に放送された[63]。

## 関連商品

### 書籍
「100万回 言えばよかった」メモリアルブック (TVガイドMOOK)
出版元：東京ニュース通信社、発売：2023年3月31日、ISBN 978-4-867-01602-2
公式メモリアルブック。第1話から最終話までの名シーンや出演者の撮り下ろしグラビア、作中の料理レシピ、インタビューなどを収録。

## その他
動画配信サービス「Paravi」と「Netflix」で国内配信され、Netflixでは世界配信も実施。TBSのドラマがNetflixで配信されるのは、2021年10月期の日曜劇場『日本沈没-希望のひと-』、2022年10月期の火曜ドラマ『君の花になる』に続き、本作が3作目となる。
Paraviでは全話のディレクターズカット版も配信されている。